# Erika Toda
Pour les articles homonymes, voir Toda.
Erika Toda (戸田 恵梨香, Toda Erika), née le 17 août 1988 à Kobe au Japon, est une actrice japonaise.

## Biographie
Sa carrière débute en 2005 dans le drama tragi-comique Nobuta o Produce avec le rôle de la populaire et sympathique Uehara Mariko. Elle enchaîne avec le rôle de l'innocente Misa Amane dans le film qui la rendra populaire Death Note aux côtés de Tatsuya Fujiwara. Après ce film, elle enchaîne les dramas comme Galcir et Liar Game ainsi que les contrats publicitaires. Elle fera en parallèle la suite du film qui l'a fait connaître Death Note 2: The Last Name.
Erika Toda enchaîne les dramas avec le rôle du docteur Hiyama Mihoko dans Code Blue, le rôle de Kimoto Mami dans BOSS ainsi que le rôle de Ariake Koichi dans le mystère Ryūsei no kizuna où elle remporte plusieurs récompenses. Le drama Keizoku 2: SPEC met à l'épreuve son talent d'actrice puisqu'elle joue le rôle de Tōma Saya, une jeune femme sans bonnes manières au QI bien supérieur à la moyenne. Grâce à celui-ci, elle remporte le 67e Television Drama Academy Awards de la meilleure actrice.

## Filmographie

### Dramas
- 2000 : Audrey
- 2004 : Division 1 Houkago
- 2005 : Engine
- 2005 : Nobuta o Produce
- 2005 : Zutto Ai Takatta
- 2006 : Jyoou no Kyoushitsu Special Part 1
- 2006 : Gal Circle
- 2006 : Kiseki no Dobutsuen
- 2006 : Seishun Energy Mo Hitotsu no Sugar & Spice
- 2006 : Tatta Hitotsu no Koi
- 2007 : Tsubasa no Oreta Tenshitachi 2 Sakura
- 2007 : Hana Yori Dango 2
- 2007 : Liar Game
- 2007 : Kiseki no Dobutsuen 2007
- 2007 : Ushi ni Negai wo: Love & Farm
- 2008 : Yukinojo Henge
- 2008 : Kiseki no Dobutsuen 2008
- 2008 : Arigato, Okan
- 2008 : Ryūsei no kizuna
- 2008-2017 : Code Blue
- 2009 : BOSS
- 2009 : Liar Game 2
- 2010 : Unubore Deka
- 2010 : Keizoku 2: SPEC
- 2011 : Taisetsu na Koto wa Subete Kimi ga Oshiete Kureta
- 2011 : BOSS 2
- 2012 : Kagi no Kakatta Heya
- 2012 : Higashino Keigo Mysteries (Story 7)
- 2013 : Shotenin Michiru no Mi no Uebanashi
- 2013 : Summer Nude
- 2013 : Umi no Ue no Shinryoujo
- 2015 : the god of risk
- 2017 : Reverse
- 2018 : Dai Renai: Boku wo Wasureru Kimi to
- 2019 : Scarlet

### Films
- 2006 : Death Note 2: The Last Name
- 2006 : Death Note
- 2007 : Arthur and the Minimoys
- 2007 : Presents ~Uni Senbei~
- 2007 : Tengoku wa Matte Kureru
- 2007 : Yume Juya
- 2008 : L change the world
- 2008 : Tea Fight
- 2009 : Oarai ni mo Hoshi wa Furu Nari
- 2009 : Shizumanu Taiyo
- 2009 : Amalfi: Megami No 50-Byou
- 2009 : Koikyokusei
- 2009 : Goemon
- 2010 : Liar Game: The final Stage
- 2011 : DOGxPOLICE
- 2011 : Hankyū densha
- 2012 : SPEC: The Movie
- 2013 : SPEC: Close
- 2015 : April Fools
- 2015 : Kakekomi
- 2015 : Yokokuhan
- 2015 : The Emperor in August
- 2017 : Blade of the Immortal (Mugen no jûnin) de Takashi Miike
- 2018 : Code Blue
- 2019 : The first supper
- 2019 : Almost a miracle
- 2019 : Organ

### Clips vidéo
- Naohito Fujiki "HEY!FRIENDS"
- Yurika Ohyama "SAYONARA", "HARUIRO"
- May "Sarai no Kaze"
- Funky Monkey Babys "Mō Kimi ga Inai"
- Mika Nakashima "Orion"

### Publicités
- 2005 : KDDI
- 2005 : Koshien
- 2006 : OLIVEdesOLIVE
- 2007 : Haruyama
- 2007-2008 : Kyoto Kimono Yuzen
- 2008 : MAZDA
- 2008 : Calbee
- 2008 : Ministry of Land, Infrastructure, Transport and Tourism
- 2009 : CUPNOODLE

## Récompenses
- 2012 : 73e Television Drama Academy Awards : Meilleure actrice dans un second rôle pour Kagi no Kakatta Heya
- 2012 : 16e Nikkan Sports Drama Grand Prix : Meilleure actrice dans un second rôle pour Kagi no Kakatta Heya
- 2010 : 67e Television Drama Academy Awards : Meilleure actrice pour Keizoku 2: SPEC
- 2009 : 13e Nikkan Sports Drama Grand Prix : Meilleure actrice dans un second rôle pour Liar Game 2
- 2008 : 2e Tokyo Drama Awards : Meilleure actrice dans un second rôle pour Ryūsei no kizuna
- 2008 : 59e Television Drama Academy Awards : Meilleure actrice dans un second rôle pour Ryūsei no kizuna
- 2008 : 12e Nikkan Sports Drama Grand Prix : Meilleure actrice dans un second rôle pour Ryūsei no kizuna